# الصحة في تركيا

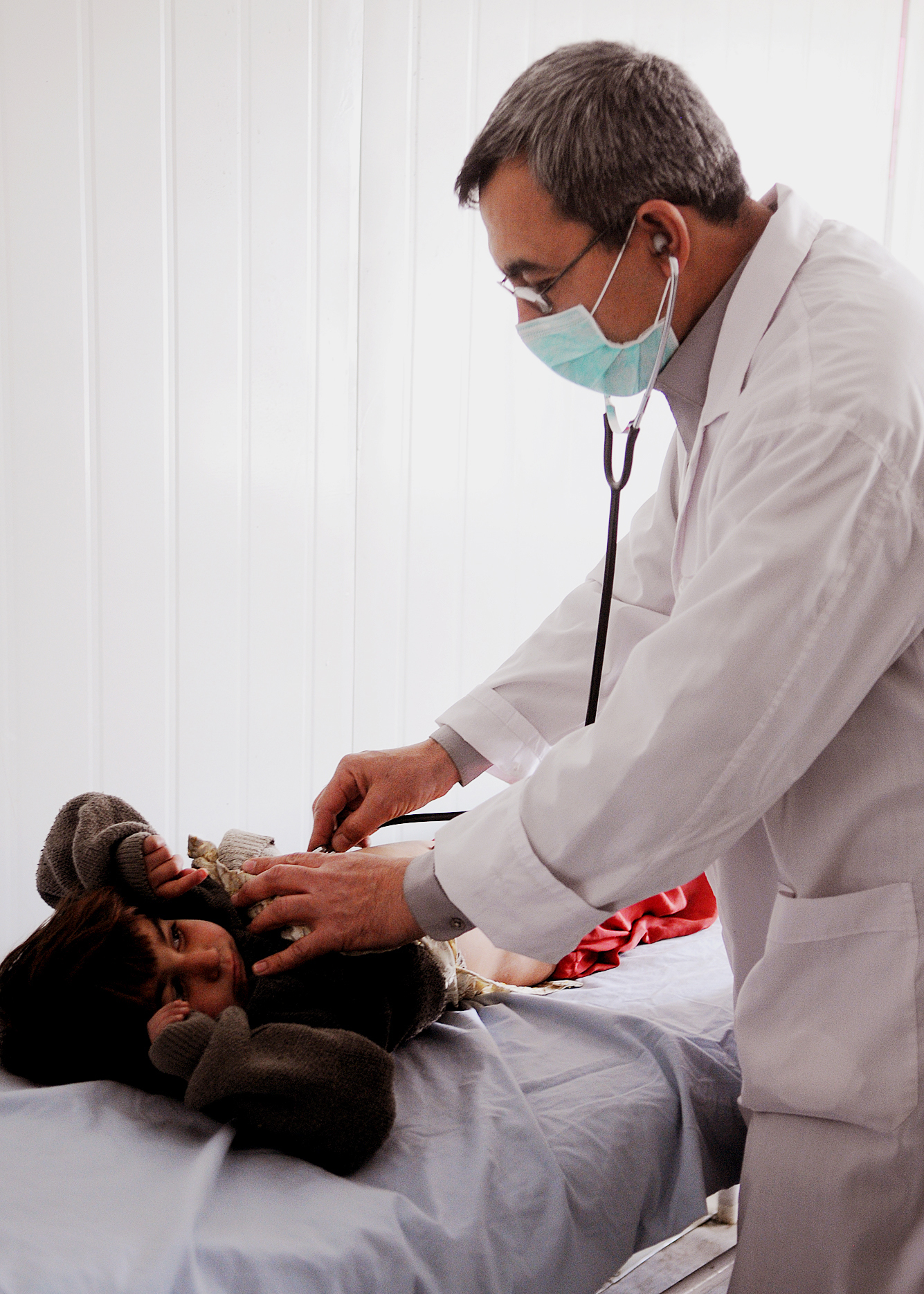
طبيب أطفال تركي يستمع إلى نبضات قلب طفل

اعتبارًا من 31 ديسمبر 2016، بلغ عدد سكان تركيا 79,814,871 نسمة، منهم 23.7% تتراوح أعمارهم بين 0-14 عامًا، و68% تتراوح أعمارهم بين 15-64 عامًا، و8.3% أكبر من 65 عامًا. يبلغ متوسط العمر المتوقع عند الولادة للرجال 75.3 عامًا وللنساء 80.7 عامًا. وانخفضت نسبة وفيات الأمهات من 23 إلى 16 لكل 100 ألف مولود حي بين الأعوام 2010 إلى 2015. وفقًا لبيانات عام 2015، تبلغ معدلات وفيات الأطفال دون سن الخامسة ووفيات الرضع لكل 1000 مولود حي 13.5 و11.6. يشكل تلوث الهواء في تركيا خطرًا على صحة الأطفال بشكل خاص.
وجدت مبادرة قياس حقوق الإنسان أن تركيا تحقق 81.6% مما ينبغي عليها تحقيقه فيما يتعلق بالحق في الصحة بناءً على مستوى دخلها. عند النظر إلى الحق في الصحة فيما يتعلق بالأطفال، تحقق تركيا 95.5% مما هو متوقع بناءً على دخلها الحالي. فيما يتعلق بالحق في الصحة بين السكان البالغين، تحقق الدولة 92.0٪ فقط مما هو متوقع بناءً على مستوى دخل الدولة. تندرج تركيا ضمن فئة "سيئة جدًا" عند تقييم الحق في الصحة الإنجابية لأن الدولة تحقق 57.3% فقط مما يُتوقع من الدولة تحقيقه بناءً على الموارد (الدخل) المتوفرة لديها.